# محمد رائد المفتاحي
محمد رائد المفتاحي هو مخرج مغربي من مواليد سنة 1987 بمدينة الرباط. 

## مسيرته
تابع تكويناً في المجال المسموع والمرئي بالمعهد المتخصص بالدار البيضاء، تخصص مونتاج، كما حصل على إجازة في الدراسات السينمائية من جامعة عبد المالك السعدي بتطوان؛ ليعمل مساعد مخرج في عدد من الأفلام القصيرة والوثائقية، ويقوم بإخراج عدد من البرامج التلفزيونية والافلام الوثائقية، منها السلسلة الوثائقية (العودة) للقناة المغربية الأولى، وإخراج بعض الحلقات عن ذاكرة علماء المغرب للقناة السادسة، كما قام بإخراج فيلم قصير، بعنوان «خفقة قلب». كما قام بإخراج عدد من الكليبات الغنائية لفنانين مغاربة شباب. كما أنجز، في إطار عمله مع شركة للإنتاج، العديد من الوصلات الإعلانية والأفلام المؤسساتية، فيما يبقى الفيلم السينمائي الطويل «المليار» محطة أساسية في مشواره الفني.

## وصلات خارجية
- محمد رائد المفتاحي على موقع IMDb (الإنجليزية)